# عضلة رباعية الرؤوس
العَضَلَةُ رُباعِيَّةُ الرُّؤوس (باللاتينية: musculus quadriceps femoris) أو العضلة الرباعية (بالإنجليزية: quadriceps extensor أو quads)‏: هي مجموعة من العضلات الكبيرة التي توجد في الجهة الأمامية من الفخذ وتشمل العضلات الأربع السائدة بتلك المنطقة. وهي العضلة الكبيرة الباسطة للركبة، وتشكّل كتلة لَحْمِيَّة كبيرة لحماية الجزء الأمامي من عظم الفخذ.

## التركيب

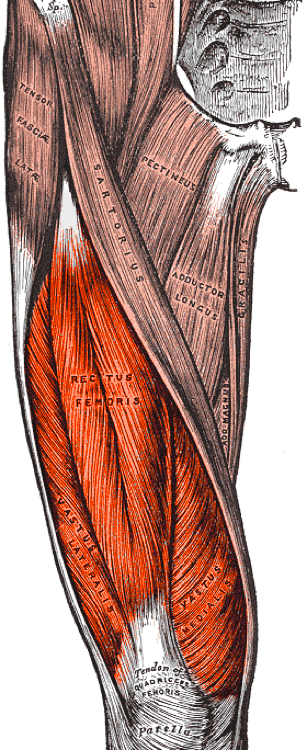
تتكون العضلة رباعية الرؤوس من أربع عضلات منفصلة.

تنقسم العَضَلَةُ رُباعِيَّةُ الرُّؤوس إلى أربعة أجزاء رئيسية، أو «رؤوس»، لكل منها اسم مميّز:
1. العضلة المستقيمة الفخذية (بالإنجليزية: Rectus femoris muscle)‏: تحتل منتصف الفخذ وتغطي أغلب عضلات الفخذ الثلاث الأخرى. تنشأ تلك العضلة من عظم الحَرْقَفة (الورك) (بالإنجليزية: Ilium)، واكتسبت اسمها هذا من مسارها المستقيم.
* العضلات الثلاث الأخرى تقع تحت العضلة الفخذية المستقيمة وتنشأ من جسم عظم الفخذ و تغطيه من المدورين الكبير والصغير (بالإنجليزية:  trochanters)‏ حتى الّلقمتين الفخذيتين الإنسية والوحشية.
2. العضلة المتسعة الوحشية (بالإنجليزية: Vastus lateralis muscle)‏: تقع على الجانب الوحشي (الخارجي) لعظم الفخذ.
3. العضلة المتسعة الانسية (بالإنجليزية: Vastus medialis muscle)‏: تقع على الجانب الإنسي (الداخلي) لعظم الفخذ.
4. العضلة المتسعة الوسطى (بالإنجليزية: Vastus intermedius muscle)‏: تقع بين العضلة المتسعة الانسية والعضلة المتسعة الوسطى على الجزء الأمامي لعظم الفخذ (أي على الجزء العلوي أو الأمامي من الفخذ)، ولكن أعمق من العضلة المستقيمة الفخذية. عادة لا يمكن رؤيتها دون شقّ (قطع) العضلة المستقيمة الفخذية.
* هناك عضلة خامسة في مجموعة عضلات رباعية الرؤوس، لطالما تُنسى ونادراً ما تُدرّس، ألا وهي عضلة مفصل الركبة (بالإنجليزية: Articularis genus muscle)‏.

كل الأجزاء الأربعة للعَضَلَةُ رُباعِيَّةُ الرُّؤوس ترتكز في نهايتها بأحدوبة الظنبوب (بالإنجليزية: tibial tuberosity)‏ على قصبة الساق. يتم ذلك عن طريق الرضفة (بالإنجليزية:  patella)‏، حيث تتقارب وتتجمّع (تشريحياً) الرؤوس الأربعة للعَضَلَةُ رُباعِيَّةُ الرُّؤوس في الأجزاء العلوية الأمامية من الرضفة، فتتجمّع في وتر واحد هو وتر العَضَلَةُ رُباعِيَّةُ الرُّؤوس (بالإنجليزية: quadriceps tendon)‏ الذي يُسمّى أيضا الوتر الرضفي (بالإنجليزية: patellar tendon)‏، الذي يستمر ويصبح الرباط الرضفي (بالإنجليزية: patellar ligament)‏ ثم يرتبط بقصبة الساق (الظنبوب). ومن المعلوم أن الوتر (بالإنجليزية: tendon)‏ هو الذي يربط العضلات بالعظام، في حين أن الرباط (بالإنجليزية: ligament)‏ يربط العظام بالعظام.

### التعصيب
العصب الفخذي يزوّد العضلة بالأعصاب. وينشأ العصب الفخذي من الأقسام الظهرية للفروع البَطْنانِيّة الثانية والثالثة والرابعة (L2, L3, L4) من الأعصاب القطنية (بالإنجليزية: lumbar nerves)‏.

## الوظيفة
جميع عضلات الفخذ الأربع عضلات قويّة، باسطة لمفصل الركبة، وهي العضلات الأساسية في المشي والجري والقفز وجلوس القرفصاء.
- العضلة المستقيمة الفخذية (بالإنجليزية: Rectus femoris muscle)‏ ترتكز على عظم الحَرْقَفة (الورك) (بالإنجليزية: Ilium)، و لذلك، فهى أيضا عضلة مُثنية للورك. هذه الحركة هي أيضا أساسية في المشي أو الجري لأنها تؤرجح الساق وتدفعه إلى الأمام إلى الخطوة التالية.
- جميع عضلات الفخذ الأربع وبخاصّة العضلة المتسعة الانسية (بالإنجليزية: Vastus medialis)‏، تلعب دورًا هامًا في تحقيق الاستقرار في الرضفة ومفصل الركبة أثناء المشي.[3]

## المجتمع والثقافة

### التدريب
في تمارين القوة (بالإنجليزية: strength trianing)‏، يتم تدريب عضلات الفخذ بواسطة عدّة تمارين للأرجل. وتشمل التمارين الفعالة لبناء تلك العضلة: تمرين ضغط الأرجل (بالإنجليزية:  leg press)‏ و تمرين القرفصاء (بالإنجليزية: Squat). الحركة المنفردة لها (أي الحركة التي تحرّك فقط العَضَلَةُ رُباعِيَّةُ الرُّؤوس) هي ممارسة تمرين تمديد الساق (بالإنجليزية: Leg extension)‏.

## صور إضافية

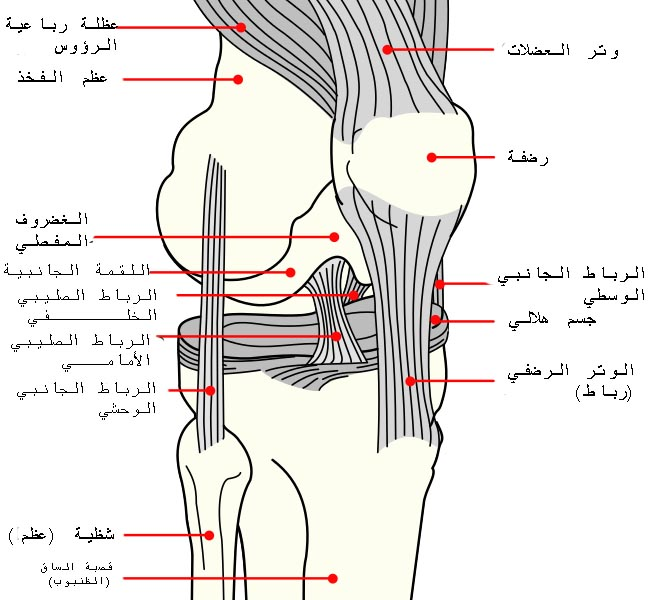
رسم تخطيطي للركبة.
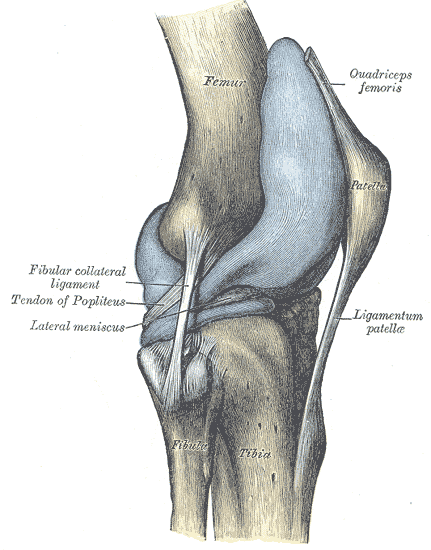
محفظة مفصل الركبة اليمنى (ممدودة). منظر جانبي.
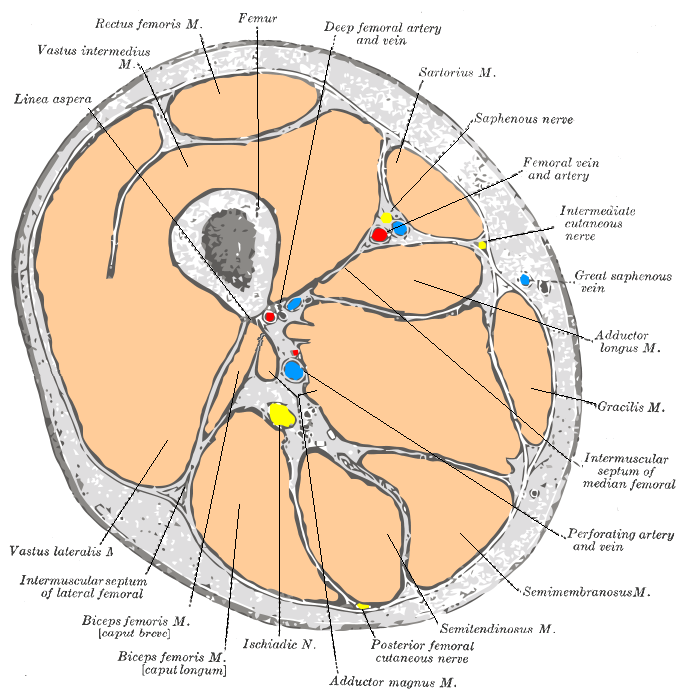
مقطع عرضي خلال منتصف الفخذ.
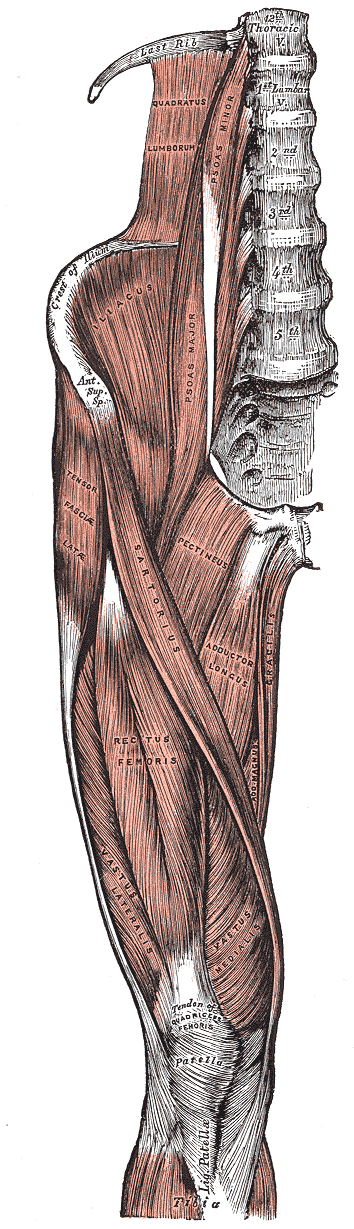
منظر أمامي للساق اليمنى.
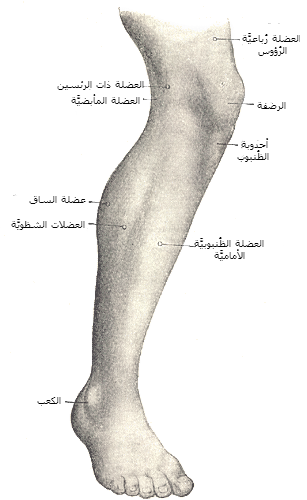
منظر جانبي للساق اليمنى.
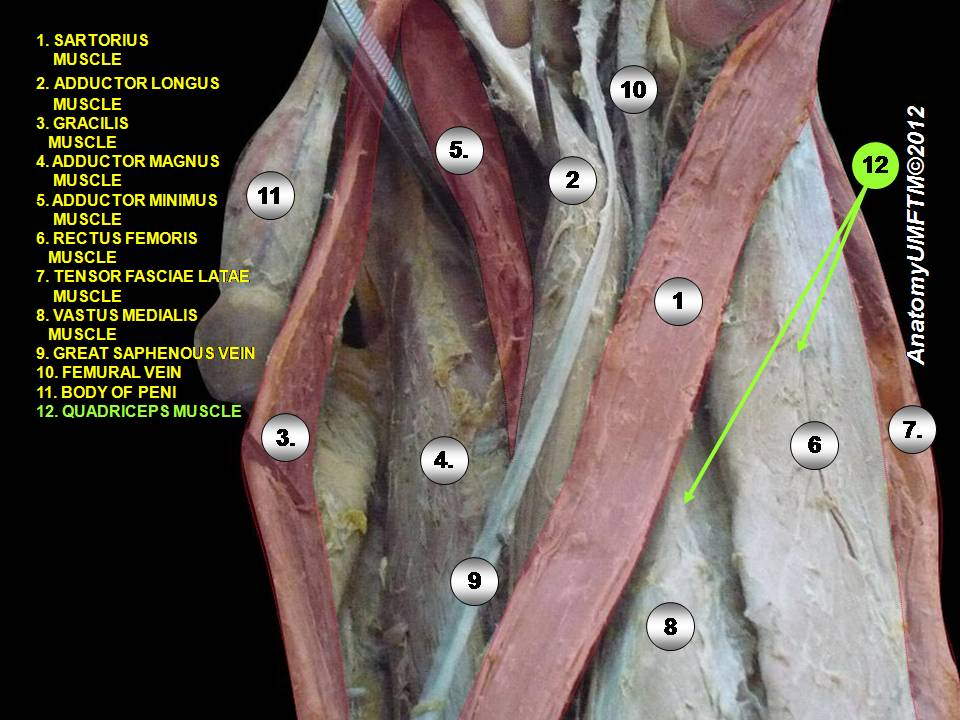
العضلة الرباعية الرؤوس.
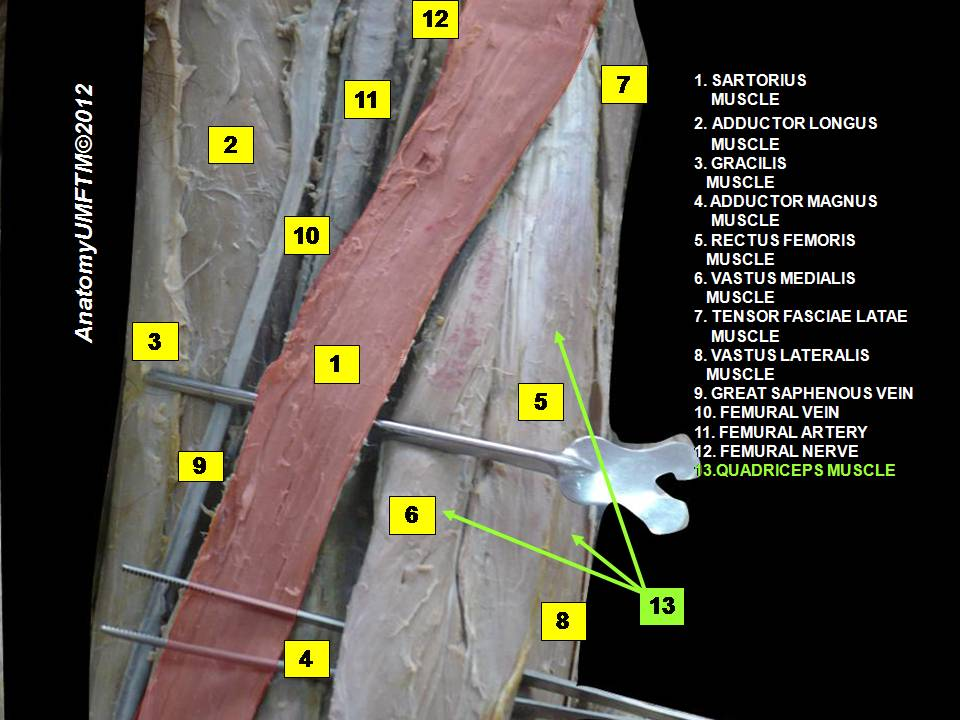
العضلة الرباعية الرؤوس.
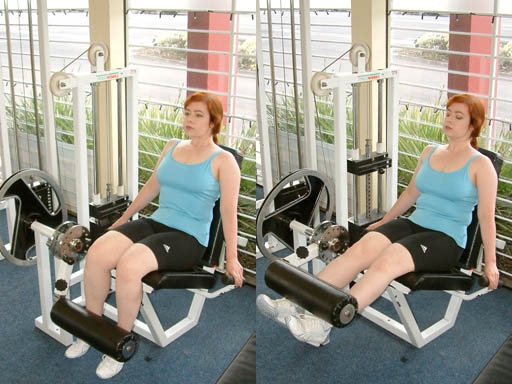
مد الساق هو تمرين يعزل الحركة ويجعلها في العضلة الرباعية فقط..
تمرين القرفصاء.
بسط و ثني العضلة رباعية الرؤوس.